# 光气
碳酰氯，俗稱光成气（英語：phosgene；化学式：COCl2），簡稱光气，是一种无色气体，低浓度下有刚割下的干草或草的气味。光气是一种有价值的工业材料，特别是用于生产聚氨酯和聚碳酸酯塑料的前体。
光气有剧毒，在第一次世界大战中用作化学武器，造成85000人死亡。
除了工业生产外，还有少量的光气来自于有机氯化合物的分解和燃烧。

## 结构
光气是平面型分子，符合VSEPR理论的预测。其中的C=O键长为1.18 Å，C−Cl键长为1.74 Å，Cl−C−Cl键角为111.8°。它是最简单的酰氯之一，衍生自碳酸。

## 生产

### 工业生产
一氧化碳和氯气在加热条件下经活性炭催化合成。反应化学式为：
{\displaystyle {\rm {CO+Cl_{2}{\xrightarrow[{\triangle }]{\ \ {\rm {C\ \ }}}}COCl_{2}}},(\Delta H_{\mathrm {reaction} }=-107.6\ \mathrm {kJ/mol} )}
反应是可逆的放热反应，因此在工业中需要以冷却剂对反应器进行冷却。反应温度通常介于50至150摄氏度（反应器中存在温度峰值170°C）。光气在200°C以上会分解成CO与Cl2，Keq(300 K) = 0.05。1989年，全球光气产量预计为2740万吨。

### 无意间的光气产生
在紫外光和氧存在下，简单的有机氯化合物，例如氯仿会缓慢变成光气。光气也作为氯仿的代谢产物形成，可能是细胞色素P450的作用。

## 历史
光气是由化学家约翰·戴维（1790-1868）在1812年，通过在阳光下暴露一氧化碳和氯气的混合物而成的。他将其命名为“phosgene”，这取自希腊语 φῶς（phos，光）和 γεννάω（gennaō，生），因为光促进了反应。 随着19世纪的进步，它在化学工业中逐渐变得重要，特别是在染料制造中。

## 反应和用途
二醇和光气反应，形成线形或环状的碳酸酯（R = H、烷基、芳基）：
HOCR2−X−CR2OH + COCl2 → 1⁄n [OCR2−X−CR2OC(O)−]n + 2 HCl
光气和双酚A反应，形成聚碳酸酯。
光气可以从胺制备异氰酸酯，相当于引入合成子 CO2+：
RNH2 + COCl2 → RN=C=O + 2 HCl（R = 烷基、芳基）
它和三氟化氮和三溴化铝反应，分别形成COF2 和COBr2。

### 用作化学武器

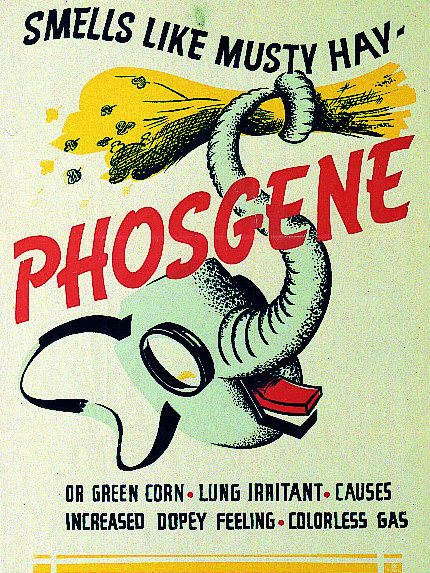
二战美军光气识别海报，頂部文字「聞起來像發霉的乾草」，底部文字「...或青玉米，肺部刺激物，會導致昏昏欲睡感，無色氣體」

在禁止化学武器公约中，光气属于三类物质：年产30吨以上光气的工厂必须向OPCW登记。虽然它的毒性比其它化学武器（如沙林）低，但与第一代神经毒剂塔崩等化学武器相比，其制造要求更简单，因此仍被视为一种可行的化学武器。
光气在1915年，第一次世界大战期间首次被法国人用作化学武器。它还与等体积的氯气混合使用，有助于扩散密度更大的光气。光气比氯气更有效，但有些症状需要24小时或更长时间才能显现。
随着第一次世界大战期间光气的广泛使用，它被各国储存起来。
日本帝国陆军在第二次中日战争期间有时使用光气残害中国人。气态武器，例如光气，是由日本731部队生产的。

## 毒性和安全
光气是一种阴险的毒剂，因为它的气味可能不会被注意到，而且症状可能会缓慢出现。
光气的气味检测阈值为 0.4 ppm，是阈限值的四倍。其高毒性源自于对肺泡中的蛋白质的–OH、–NH2 和–SH 基团的作用，并分别生成酯、酰胺和硫酯。这会导致血气屏障中断，最终导致肺水肿。肺泡损伤的程度并不是取决于吸入空气中的光气浓度，剂量（吸入光气的量）才是关键因素。光气的剂量约等于浓度×暴露时长。因此，存在光气意外释放风险的工作场所的人员通常会在靠近鼻子和嘴巴的地方佩戴指示牌。此类指示牌会指示近似吸入剂量，如果监测到的剂量超过安全限值，则可立即进行治疗。
与光气吸入相关的风险不是基于其毒性（与沙林或塔崩等现代化学武器相比要低得多），而是基于其典型影响。受光气影响的人可能在数小时内不会出现任何症状，直到出现肺水肿，此时就为时已晚了。由于光气的意外释放而导致的所有死亡都是这样发生的。另一方面，及时治疗的肺水肿通常会在中长期内愈合，在暴露几天或几周后都不会产生重大后果。尽管如此，也不应忽视未经治疗的慢性低浓度光气暴露对肺功能的有害健康影响。 尽管接触到的光气浓度不足以立即引起肺水肿，但据报道，许多使用光气的化学家（例如Leonidas Zervas）因持续低浓度地接触光气而出现慢性呼吸系统健康问题，并最终导致呼吸衰竭。
如果在工业或实验室环境中意外释放光气，可用氨气缓解；如果是液体溢出（例如双光气或光气的溶液），可以使用吸收剂和碳酸钠。

## 事故
- 第一次与光气有关的重大事件发生在1928年5月，当时11吨光气从汉堡市中心的一个战争儲備仓库中泄漏。[31]三百人中毒，十人死亡。[31]
- 最近光气的重大事件发生在2010年1月和2016年5月。2010年，西弗吉尼亚州杜邦公司的光气意外泄漏导致一名员工死亡。[32]美国化学安全委员会（英语：U.S. Chemical Safety Board）发布了一则视频，详细介绍了这起事故。[33]六年后，韩国的巴斯夫工厂发生光气泄漏，承包商吸入了致死剂量的光气。[34]